# Richelieu-Drouot
Richelieu — Drouot è una stazione della metropolitana di Parigi sulle linee 8 e 9, sita al margine del II e IX arrondissement di Parigi.

## La stazione
La stazione venne aperta nel 1931 sulla linea 8 ed il suo nome ricorda il conte Antoine Drouot (Nancy, 1774  id., 1847) che fu generale di artiglieria ed accompagnò Napoleone I all'isola d'Elba, e il cardinale Richelieu.
Nel 2011 sono entrati nella stazione 5.297.670 viaggiatori.

## Il monumento ai caduti
Nell'atrio della stazione si trova il monumento ai dipendenti della Metropolitana caduti in guerra. Questo monumento, in marmo nero, è dedicato alla memoria degli agenti della Metropolitana di Parigi, caduti in difesa della Francia.

## Interconnessioni
- Bus RATP - 20, 42, 48, 67, 74, 85

## Immagini della stazione

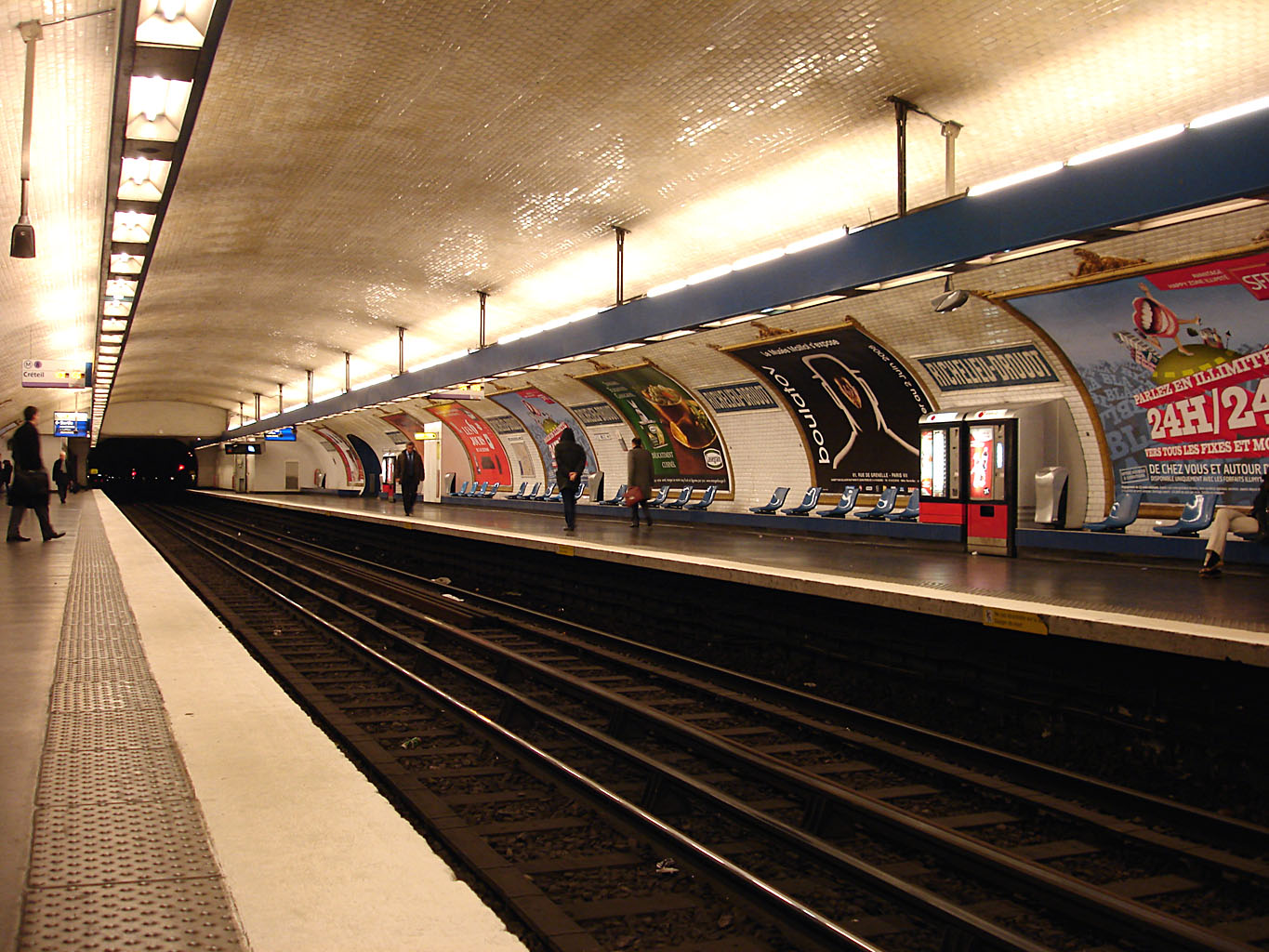
I marciapiedi della linea 8
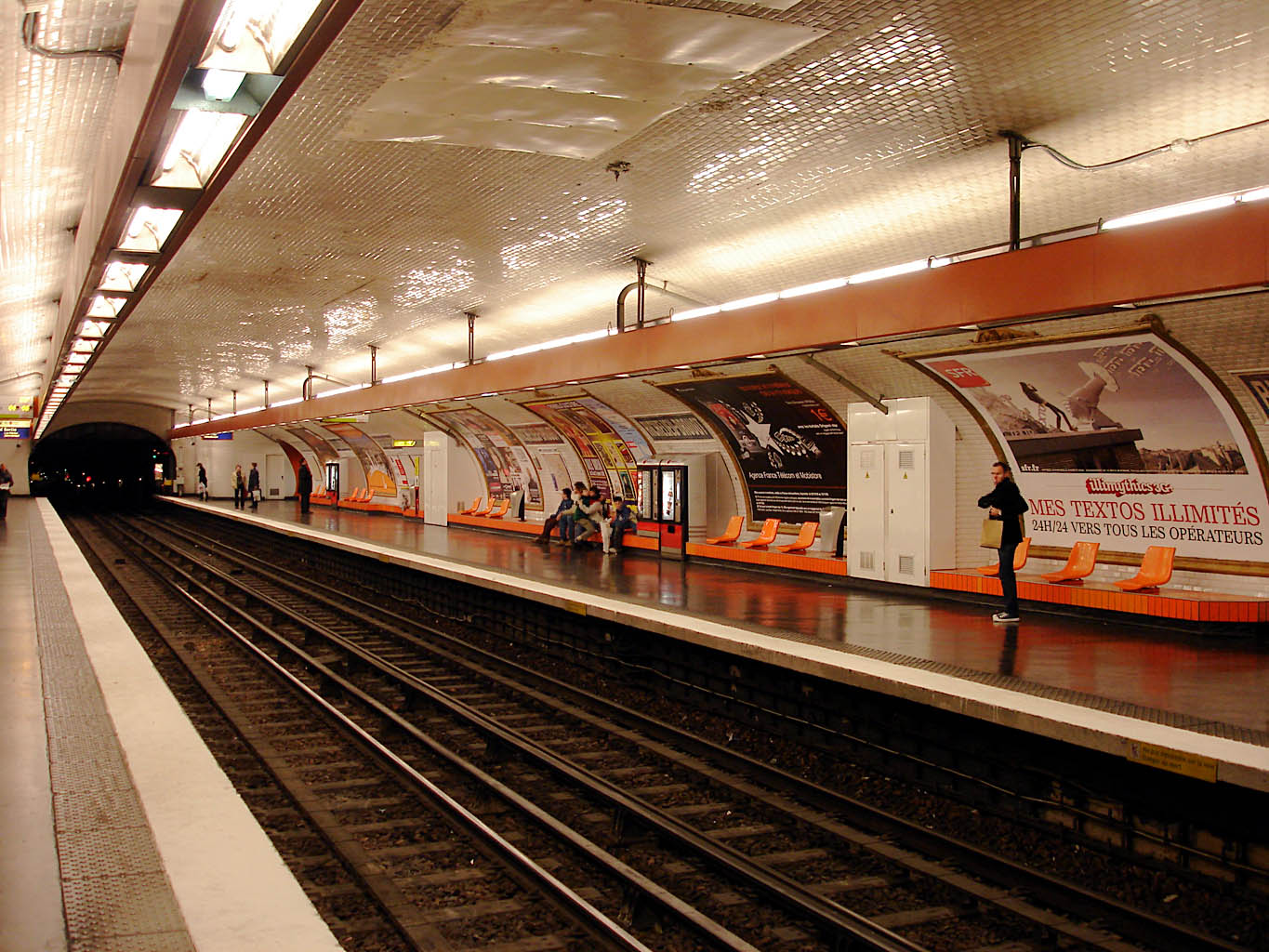
I marciapiedi della linea 9
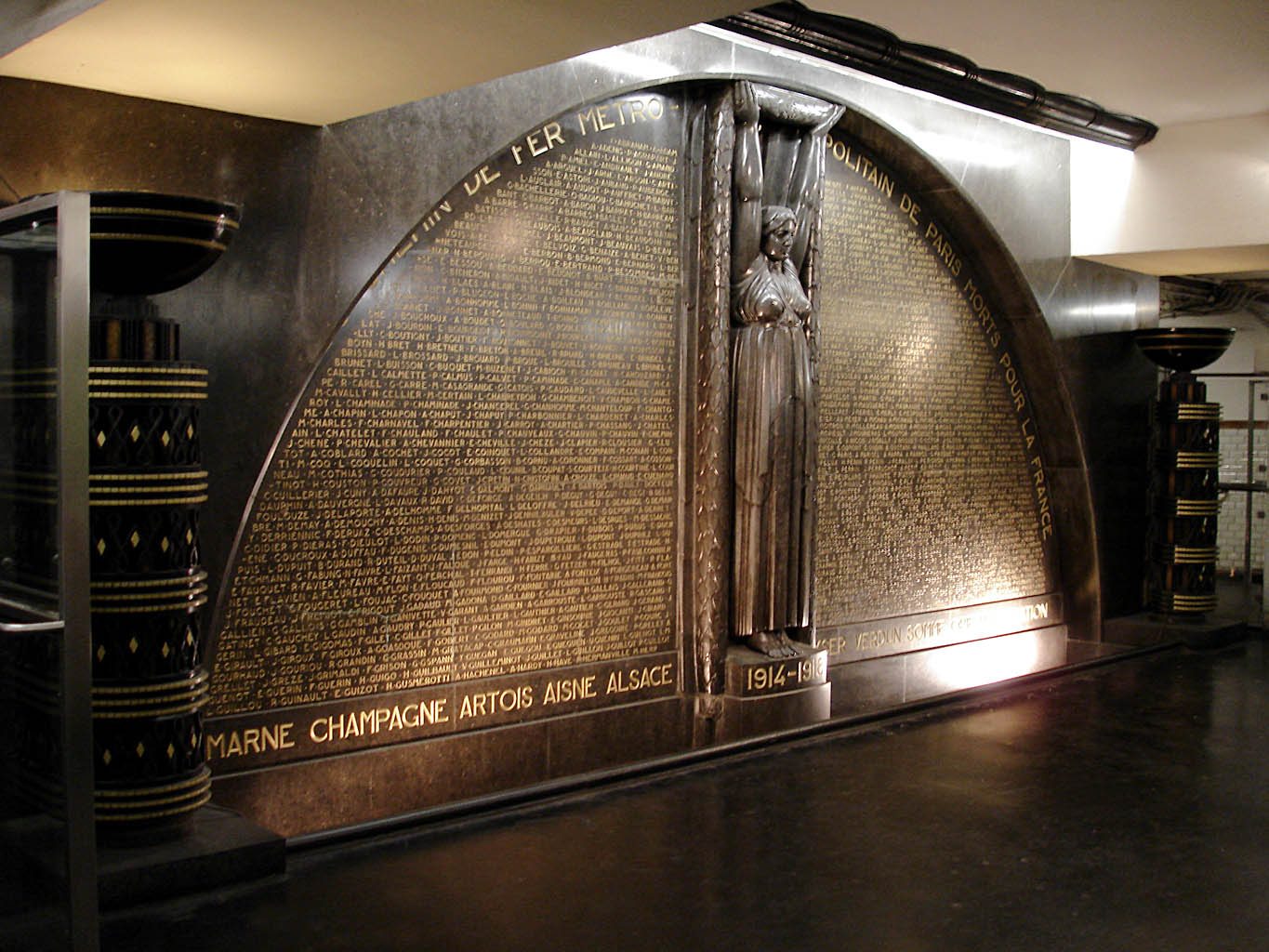
Il monumento agli agenti della Metropolitana morti per la Francia